# Campeonato Europeo de Halterofilia de 1979
El LVIII Campeonato Europeo de Halterofilia se celebró en Varna (Bulgaria) entre el 19 y el 27 de mayo de 1979 bajo la organización de la Federación Europea de Halterofilia (EWF) y la Federación Búlgara de Halterofilia.

## Medallistas
| Evento  | Oro                               | Plata                                | Bronce                               |
| ------- | --------------------------------- | ------------------------------------ | ------------------------------------ |
| 52 kg   | Alexandr Voronin URSS 245,0       | Stefan Leletko · Polonia · 232,5     | Béla Oláh · Hungría · 232,5          |
| 56 kg   | Anton Kodzhabashev Bulgaria 262,5 | Tadeusz Dembończyk · Polonia · 260,0 | Imre Stefanovics · Hungría · 252,5   |
| 60 kg   | Nikolai Kolesnikov URSS 292,5     | Gueorgui Todorov Bulgaria 272,5      | Marian Grigoraș Rumania 270,0        |
| 67,5 kg | Yanko Rusev Bulgaria 322,5        | Joachim Kunz RDA 315,0               | Günter Ambraß RDA 312,5              |
| 75 kg   | Yordan Mitkov Bulgaria 345,0      | Nedelcho Kolev Bulgaria 337,5        | Peter Wenzel RDA 332,5               |
| 82,5 kg | Blagoi Blagoev Bulgaria 380,0     | Paweł Rabczewski · Polonia · 352,5   | Dušan Poliačik Checoslovaquia 340,0  |
| 90 kg   | Rolf Milser RFA 382,5             | Péter Baczakó · Hungría · 370,0      | Valeri Shari URSS 370,0              |
| 100 kg  | David Rigert URSS 402,5           | Pavel Syrchin URSS 392,5             | Plamen Asparujov Bulgaria 375,0      |
| 110 kg  | Yuri Zaitsev URSS 400,0           | Krasimir Drandarov Bulgaria 390,0    | Peter Käks RDA 385,0                 |
| +110 kg | Gerd Bonk RDA 427,5               | Jürgen Heuser RDA 422,5              | Rudolf Strejček Checoslovaquia 390,0 |

1. 1 2 3  Arrancada (kg) + dos tiempos (kg) = total olímpico (kg).

## Medallero
| Núm. | País           | Oro | Plata | Bronce | Total |
| ---- | -------------- | --- | ----- | ------ | ----- |
| 1    | Bulgaria       | 4   | 3     | 1      | 8     |
| 2    | URSS           | 4   | 1     | 1      | 6     |
| 3    | RDA            | 1   | 2     | 3      | 6     |
| 4    | RFA            | 1   | 0     | 0      | 1     |
| 5    | Polonia        | 0   | 3     | 0      | 3     |
| 6    | Hungría        | 0   | 1     | 2      | 3     |
| 7    | Checoslovaquia | 0   | 0     | 2      | 2     |
| 8    | Rumania        | 0   | 0     | 1      | 1     |
|      | TOTAL          | 10  | 10    | 10     | 30    |